# 대출풀링제도
대출풀링제도는 은행이 거래 기업에 해주는 대출금을 합해 이 중 일정 비율을 신용보증기관이 보증해 주는 제도이다.
주거래 은행이 신용도가 낮은 여러 기업에 대출을 하면서 갖게 된 대출채권을 담보로 자산유동화증권(ABS)을 발행하면, 신용보증기관이 은행의 자산유동화증권에 대해 일정 비율로 신용보증을 해주는 제도인데, 예를 들어 A은행이 B기업에 100억원, C기업에 200억원, D기업에 300억원을 대출해 줬다면 3개 기업에 대한 총 대출금 600억원 중 일정 금액을 보증해주는 방식이다.
이 방식은 은행으로서는 기업 대출에 대한 위험을 줄일 수 있다. 은행이 갖고 있는 기업에 대출해준 대출채권을 한데 모아 자산유동화증권을 발행하는 것이다. 풀링을 해 새로운 유가증권을 발행하면 해당 증권의 부도위험이 훨씬 줄어든다. 각각 10%의 부도가능성이 있는 채권 10개를 모아 새로운 유가증권을 발행하면 이 유가증권의 부도가능성은 수학적으로 훨씬 떨어지게 된다. 여기에 신용보증기관의 신용보증이 추가되면 사실상 이 자산유동화증권은 A급의 채권이 된다. 신용이 취약한 중소 중견기업도 이런 제도를 이용하면 은행대출을 쉽게 받을 수 있다. 그렇지만 신용등급이 BB급 이하인 기업의 회사채는 위험성이 커 편입시키지 못하고 있다.